# Adamantina (gemeente)
Adamantina is een gemeente in de Braziliaanse deelstaat São Paulo. De gemeente telt 34.424 inwoners (schatting 2009).

## Geografie

### Aangrenzende gemeenten
De gemeente grenst aan Flórida Paulista, Lucélia, Mariápolis en Valparaíso.

## Demografie
| Historische bevolking van de gemeente | Historische bevolking van de gemeente | Historische bevolking van de gemeente | Historische bevolking van de gemeente |
| Jaar                                  | Bevolking                             |                                       | %±                                    |
| ------------------------------------- | ------------------------------------- | ------------------------------------- | ------------------------------------- |
| 1950                                  | 35.223                                |                                       | —                                     |
| 1958                                  | 29.228                                |                                       | −17,0%                                |
| 1960                                  | 34.206                                |                                       | 17,0%                                 |
| 1970                                  | 31.798                                |                                       | −7,0%                                 |
| 1980                                  | 32.049                                |                                       | 0,8%                                  |
| 1991                                  | 32.091                                |                                       | 0,1%                                  |
| 2000                                  | 33.497                                |                                       | 4,4%                                  |
| 2010                                  | 33.797                                |                                       | 0,9%                                  |
| 2022                                  | 34.687                                |                                       | 2,6%                                  |
| [ 1 ] [ 2 ] [ 3 ]                     |                                       |                                       |                                       |

## Religie
Het Christendom is als volgt in de stad aanwezig:

### Katholieke Kerk
De katholieke kerk in de gemeente maakt deel uit van het Bisdom Marília.

### Protestantse Kerk
De meest uiteenlopende evangelische overtuigingen zijn aanwezig in de stad, voornamelijk pinkstergelovigen, waaronder onder meer de Assemblies of God in Brazilië (de grootste evangelische kerk van het land) en de Christelijke Congregatie in Brazilië. Deze denominaties groeien steeds meer in heel Brazilië.